# Râul Valea Seacă, Agigea
Râul Valea Seacă este un curs de apă, care se varsă în ramura Agigea a Canalului Dunăre-Marea Neagră. 